# گروه استورور

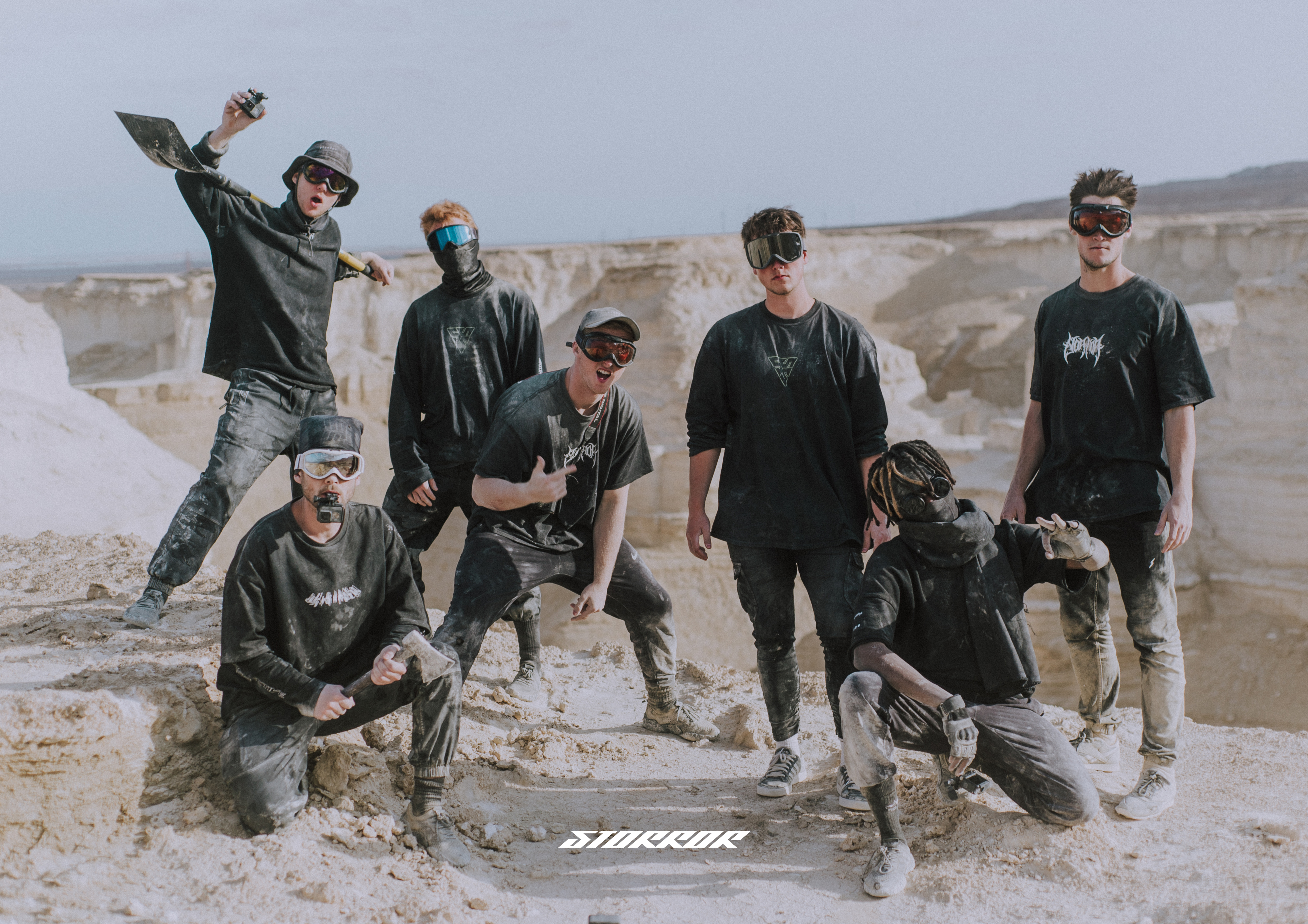
عکسی از گروه هفت نفره استورور در سال ۲۰۱۹ در صحرای ماسادا

گروه استورور (انگلیسی: Storror)  یک گروه از ۷ پارکورکار و فیری رانرهای بریتانیایی هستند که در سال ۲۰۱۰ تشکیل شد. این گروه توانست ۲ تا مستند جذاب تولید کند و این ویدئوها را در کانال یوتیوب خود قرار دادند. و تا ماه مارس ۲۰۲۱ بیش از ۷ میلیون فالور و ۷۲۰ میلیون بازدید کننده دارند.

## استورور از چه سالی تاسیس شد؟
ابتدا این تیم توسط برادران پاول و درو تیلور تشکیل شد که تحت تاثیر مستند جامپ لندن در سال ۲۰۰۳ و مستند جامپ بریتین  شدند. سال ۲۰۰۵ و شروع به آپلود کردن ویدئو های خود در کانال یوتیوب خود به اسم استورور بلاگ کردند.

در حال پرش در هنگ کنگ

در سال ۲۰۱۱ و ۲۰۱۲ این تیم دو فیلم از پرش های خود یکی از سخره مالتا و دیگری پرش از سخره آزور معروف به سخره پنجره فیلم برداری کردند.
در سال ۲۰۱۶ یکی از از اعضای این تیم به نام Max Cave اقدام به پرش از یک آسمان خراش به یک آسمان خراش دیگر در هنگ کنگ کرد که ویدئو این پرش را در اینستاگرام بارگذاری کرد که بازدید بسیاری داشت.
در می سال ۲۰۱۷ گروه استورور باید عذر خواهی میکرد بخاطر بدل کاری هایی که در پارک جنگلی جاشواانجام داده بودند که باعث شلوغ شدن و بی نظمی در آن منطقه شده بود.
در سپتامبر سال ۲۰۱۷ ، این تیم اولین مستند Roof Culture Asia را منتشر کرد که در این مستند بدل کاری های خیلی برجسته ای بر روی سقف خانه هایی در هنگ کنگ،توکیو و سئول انجام داده بودند.
آنها با انتشار واشتراک گذاری این مستند در Vimeo  توانستند کسب درامد کنند.
در ماه نوامبر سال ۲۰۱۸ این گروه به دلیل یک بدل کاری بسیار خطر ناک و رعایت نکردن قوانین در شهر بمبئی هندوستان بازداشت شدند و از هندوستان دیپرت شدند.

## اعضای تیم
- Benj Cave (متولد ۲۸ ژانویه ۱۹۹۴)
- درو تیلور (متولد ۲۵ ژوئیه ۱۹۹۴)
- توبی سگار (متولد ۲۱ ژوئیه ۱۹۹۴)
- کالوم پاول (متولد ۸ اوت ۱۹۹۱)
- ساشا پاول (متولد ۱۶ ژوئن ۱۹۹۴)
- جاش برنت-بلیک (متولد ۱۳ فوریه ۱۹۹۲)
- Max Cave (متولد ۲۳ دسامبر ۱۹۹۱)